# Nectamia similis
Nectamia similis är en fiskart som beskrevs av John Fraser 2008. Nectamia similis ingår i släktet Nectamia och familjen Apogonidae. Inga underarter finns listade i Catalogue of Life.